# Mónica Antonópulos
Mónica Ariadna Antonópulos (San Justo, Partido de La Matanza; 8 de gener de 1982), més coneguda com a Mónica Antonópulos, és una actriu argentina, guanyadora del premi Martín Fierro. Es va fer coneguda en el 2008 pel seu paper protagonista d'Ana Monserrat a Vidas robadas al costat de Facundo Arana.
En 2016 va oficialitzar la seva relació amb Marco Antonio Caponi. La parella va tenir un fill en 2018 a qui van anomenar Valentino.

## Carrera d'actriu
Nascuda a San Justo i criada al barri porteny de Mataderos, va començar treballant com a model i, anys més tard, fins va posar nua per a la tapa de la revista Playboy. «No em penedeixo, però avui no ho tornaria a fer».
Encara que la seva primera participació va ser com a secretària en el programa El ultimo pasajero  conduït per Guido Kaczka, el seu primer treball en televisió com a actriu va ser en la segona temporada de Sin código i després va començar a treballar a Son de Fierro, interpretant a Sisi, la germana de Lucía (la mare de la família, interpretada per María Valenzuela). No obstant això, la seva participació va ser curta, ja que es va retirar del programa per a treballar en l'obra de teatre Extraña pareja. Per a justificar el retir de l'actriu, la trama del programa va fer que el seu personatge sofrís un accident automobilístic, el qual l'hauria obligat a realitzar-se cirurgia plàstica. A partir d'aquest punt, el personatge va ser interpretat per l'actriu Isabel Macedo. A més, va participar com a actriu en el vídeo clip de la cançó Crimen de Gustavo Cerati.
Durant l'any 2008 interpreta el personatge d'Ana a Vidas robadas, parella del personatge de Facundo Arana. Sobre ella, Arana va dir el següent: «Ella és propietària d'una seguretat que no necessita tenir 700 tires damunt per a demostrar que és una gran actriu. La mirás i le bajás la vista de la mirada que té. I és propietària d'una bellesa que no encontrás. Em recordo que em va cridar l'atenció el treball que feia amb Luis Rubio: es parava davant de cambra i feia tota una sèrie de monerías que feien que jo pensés: que salpada. I no, no ho era, era una actriu fent d'aquest personatge. Després la vaig veure en una novel·la, vaig esbrinar d'ella i em va semblar jugada. A penes me la va proposar Telefé com a heroïna, em va semblar genial».
L'any 2009 va començar amb la tira Herencia de amor, a la qual es va sumar en la segona etapa d'aquesta història. La novel·la va ser un èxit i va demostrar una immensa capacitat actoral
, luego terminó de actuar en Herencia de amor, interpretando a la chef Julia Di Salvo.
L'any 2011, participa de la telenovel·la El elegido, per la pantalla de Telefe, protagonitzada per Pablo Echarri, Paola Krum i Leticia Brédice, en el paper de Greta Sáenz Valiente, una cobdiciosa advocada lesbiana.
El 2013 és convocada per ser una de las protagonistes de Vecinos en guerra de Telefe: El seu personatge és Ivana, l'antagonista d'Eleonora Wexler i parella de Mike Amigorena.
L'any 2014 realitza el seu debut en pantalla gran amb la direcció de Natalia Meta en el film cinematogràfic Muerte en Buenos Aires, on interpreta Dolores Petric, ajudant de l'inspector Chávez (Demián Bichir).

## Televisió
| Any       | Títol                              | Paper                |
| --------- | ---------------------------------- | -------------------- |
| 2005      | El ultimo pasajero                 | Hostessa             |
| 2004-2006 | El Ojo Cítrico                     | Varis                |
| 2005      | Sin código                         | La Gorda Gutiérrez   |
| 2007      | Son de fierro                      | Sisi                 |
| 2007      | La ley del amor                    | Malena               |
| 2008      | Vidas robadas                      | Ana Monserrat        |
| 2009      | Acompañantes                       | Luz                  |
| 2009-2010 | Herencia de amor                   | Julia Di Salvo       |
| 2011      | El elegido                         | Greta Sáenz Valiente |
| 2013      | Los vecinos en guerra              | Ivana Barreiro       |
| 2014      | Sres. Papis                        | Mariana              |
| 2014      | Las 13 esposas de Wilson Fernández | Marina               |
| 2016      | La Leona                           | Julieta Irigoyen     |
| 2019      | Atrapar a un ladrón                |                      |
| 2019      | La suerte de Loli                  |                      |
| 2020      | Separadas                          | Clara Rivero         |

## Cinema
| Any  | Títol                                                | Paper          | Director                         |
| ---- | ---------------------------------------------------- | -------------- | -------------------------------- |
| 2009 | Cuestión de principios                               | Adriana        | Rodrigo Grande                   |
| 2014 | Muerte en Buenos Aires                               | Dolores Petric | Natalia Meta                     |
| 2014 | Arrebato                                             | Carla          | Sandra Gugliotta                 |
| 2014 | El amor y otras historias                            | Lucía          | Alejo Flah                       |
| 2017 | Desearás... al hombre de tu hermana                  | Lucía          | Diego Kaplan                     |
| 2017 | Debacle...Cómo te explico que me duele más que a vos |                | Claudia Pérez                    |
| 2020 | El Encanto                                           | Juliana        | Ezequiel Tronconi i Juan Sasiaín |
| 2020 | La sombra del gato                                   |                | José María Cicala                |

## Teatre
| Any       | Obra           | Director                 | Lloc                  |
| --------- | -------------- | ------------------------ | --------------------- |
| 2007      | Extraña pareja | Luis Cicero i Pablo Rago | Teatro Corrientes     |
| 2012-2013 | Macbeth        | Javier Daulte            | Teatro San Martín     |
| 2015      | Piel de Judas  | Arturo Puig              | Teatro Lola Membrives |

## Videoclips
| Any  | Nom    | Artista        | Director       |
| ---- | ------ | -------------- | -------------- |
| 2006 | Crimen | Gustavo Cerati | Joaquín Cambre |

## Premis i nominacions
| Any  | Premi               | Categoria                                               | Programa               | Resultat   |
| ---- | ------------------- | ------------------------------------------------------- | ---------------------- | ---------- |
| 2011 | Premi Martín Fierro | Actriu de repartiment                                   | Herencia de amor       | Nominada   |
| 2011 | Premis Tato         | Actriu de repartiment                                   | El elegido             | Guanyadora |
| 2012 | Premi Martín Fierro | Actriu de repartiment                                   | El elegido             | Guanyadora |
| 2015 | Premis Cóndor       | Actriu Revelació femenina                               | Muerte en Buenos Aires | Guanyadora |
| 2015 | Premios ACE         | Actriu Repartiment Drama, Comèdia Dramàtica i/o Comèdia | Piel de Judas          | Nominada   |
| 2017 | Premi Martín Fierro | Actriu de repartiment                                   | La Leona               | Nominada   |